# アニェス・ド・メラニー
アニェス・ド・メラニー（フランス語：Agnès de Méranie）またはアニェス・ダンデクス（フランス語：Agnès d'Andechs, 1180年頃 - 1201年7月20日）、ドイツ語名アグネス＝マリア・フォン・アンデクス＝メラニーン（ドイツ語：Agnes-Maria von Andechs-Meranien）は、フランス王フィリップ2世の3番目の王妃。父はメラーン公ベルトルト4世、母はアグネス・フォン・ロホリッツ。姉にシレジアの守護聖人として知られるヤドヴィガ（ヘートヴィヒ）がいる。

## 生涯
フィリップ2世は1190年に最初の王妃イザベル・ド・エノーと死別した後、1193年にデンマーク王女インゲボルグと再婚したものの、彼女が気に入らず、離婚を宣言して1196年にアニェスと結婚した。アニェスはフィリップ2世が心を打たれる程の「並外れた」美女であったとされる。
しかし、インゲボルグは離婚を認めず、ローマ教皇ケレスティヌス3世に訴えた。結果、この結婚は無効とされたが、フィリップ2世はそれを認めず、なおもアニェスを王妃とした。
その後、イングランド王ジョンとの対抗上、教皇の支持を求めることになり、やむなく1201年に表面上アニェスと別れた。アニェスは自分に飽きたせいで王に捨てられたと思い込み、悲嘆により病に罹り、同年のうちに若くして王との3人目の子、ジャン＝トリスタンの出産中に死去。ジャン＝トリスタンも生後間もなく夭折した。アニェスを愛していたフィリップ2世は大変悲しんだとされる。
遺体は現イヴリーヌ県にあるサン＝コランタン王立修道院（Abbaye Saint-Corentin）に埋葬された。アニェスとの間に生まれたフィリップ・ユルプル（1201年 - 1235年）と娘マリーは教皇庁により嫡子と認められた。マリーはブラバント公アンリ1世と結婚した。
アニェスの死後、フィリップ2世はインゲボルグを監禁状態に置いていたが、教皇の要求やインゲボルグの兄ヴァルデマー2世との和解のため、1213年に彼女を呼び戻し、再び王妃として遇した。